# Fains-Véel
Fains-Véel ist eine französische Gemeinde mit 2088 Einwohnern (Stand: 1. Januar 2022) im Département Meuse in der Region Grand Est (bis 2015 Lothringen). Sie entstand am 1. Januar 1979 durch den administrativen Zusammenschluss der Dörfer Fains-les-Sources und Véel. Die Gemeinde gehört zum Arrondissement Bar-le-Duc und zum Kanton Bar-le-Duc-2.

## Geografie
Fains-Véel liegt am Ornain etwa drei Kilometer nordwestlich von Bar-le-Duc. Umgeben wird Fains-Véel von den Nachbargemeinden Val-d’Ornain im Nordwesten und Norden, Chardogne im Norden, Behonne im Osten, Bar-le-Duc im Südosten, Combles-en-Barrois im Süden, Trémont-sur-Saulx im Süden und Südwesten sowie Couvonges im Südwesten und Westen.

## Geschichte
Das Areal der Gemeinde gehörte zum im 14. Jahrhundert gebildetem Herzogtum Bar, und dessen Teilgebiet Barrois mouvant links der Maas.

## Bevölkerungsentwicklung
| Jahr      | 1962 | 1968 | 1975 | 1982 | 1990 | 1999 | 2006 | 2012 | 2019 |
| Einwohner | 2426 | 2482 | 2588 | 2513 | 2447 | 2290 | 2283 | 2224 | 2109 |

## Sehenswürdigkeiten
- Kirche Sainte-Catherine in der Ortschaft Fains-les-Sources, Monument historique seit 1983
- Kirche Saint-Martin in der Ortschaft Véel, Monument historique seit 1927
- Krankenhauskapelle in Fains
- Britischer Militärfriedhof

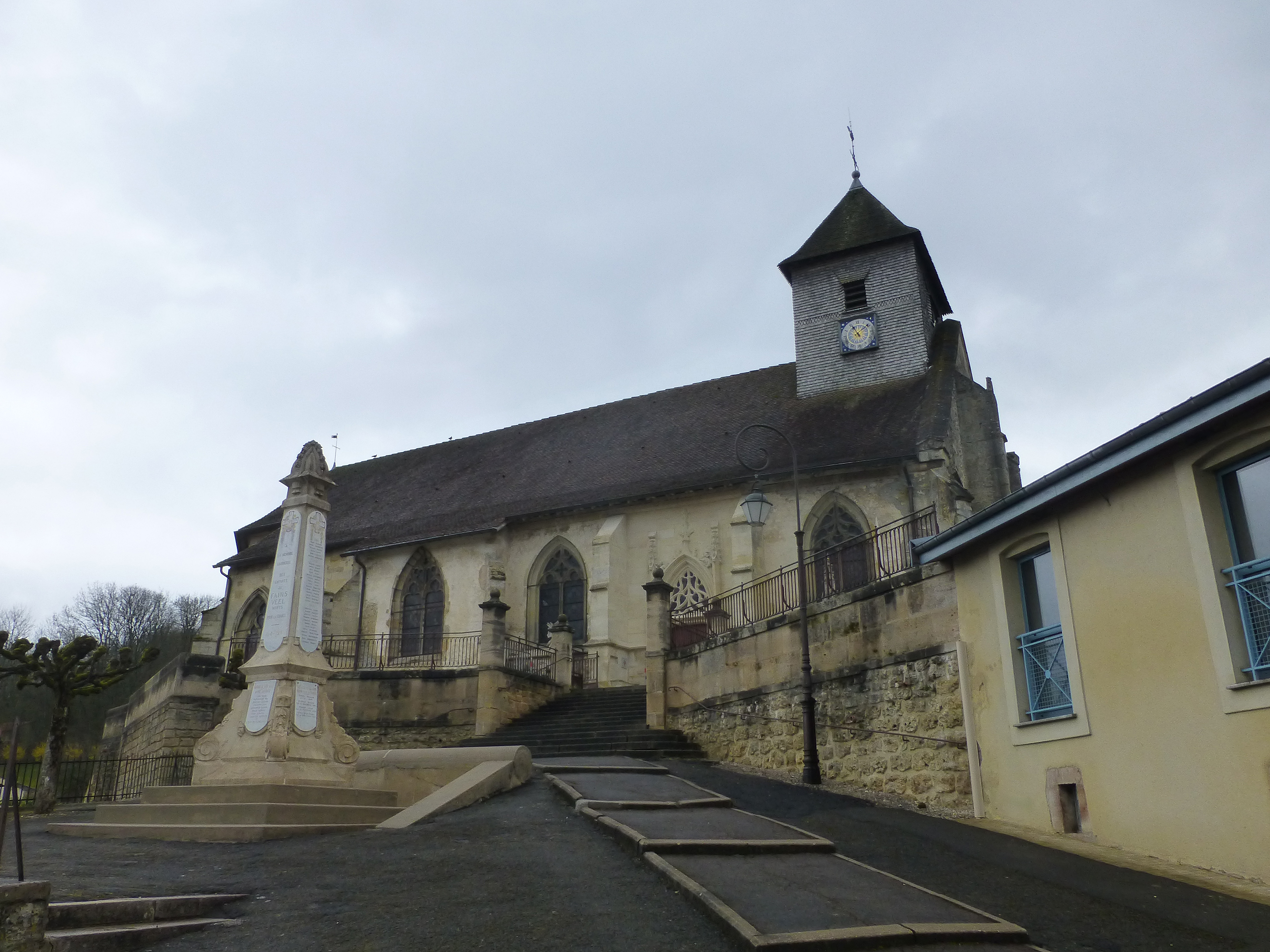
Kirche Sainte-Catherine
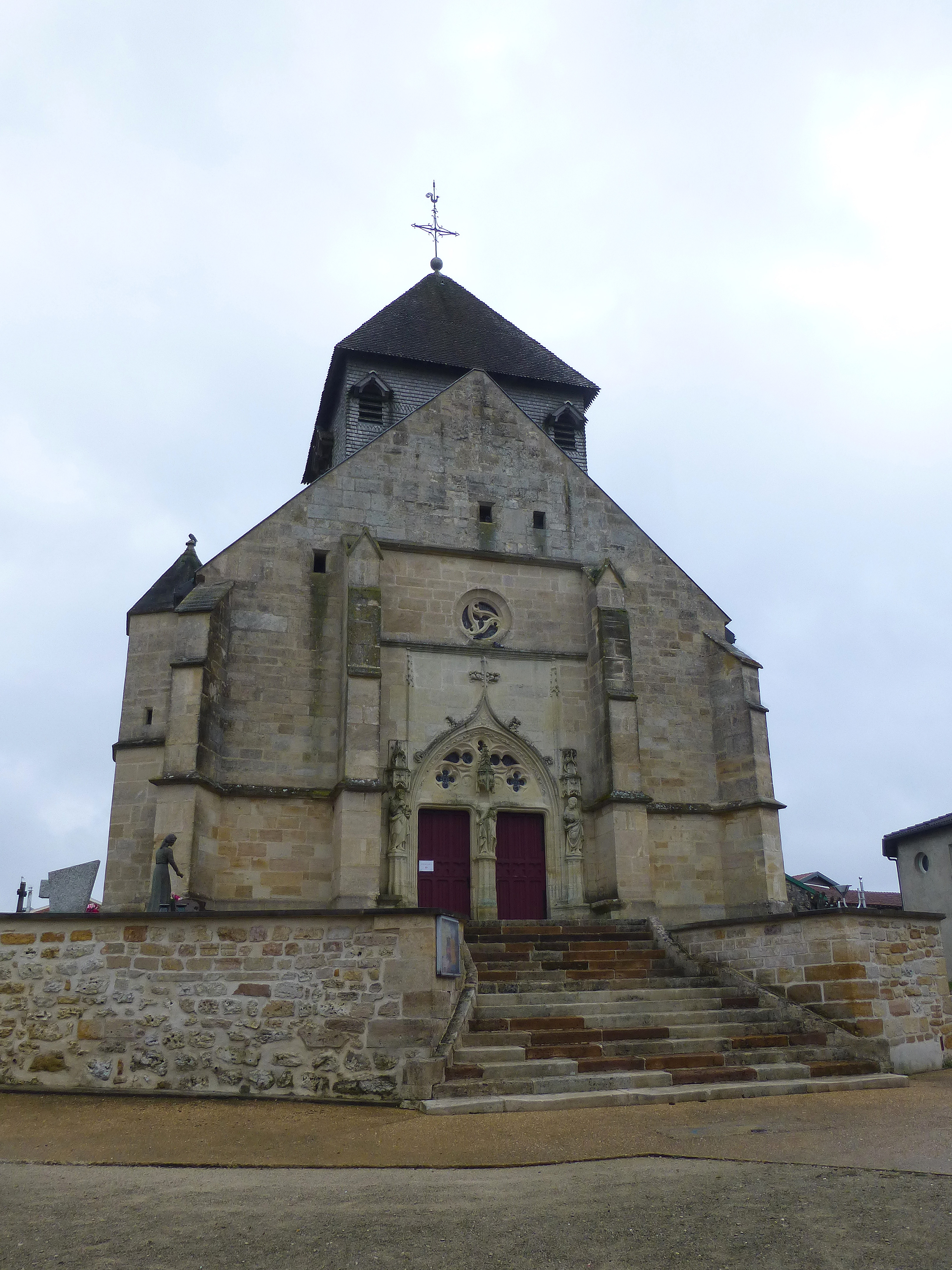
Kirche Saint-Martin

## Persönlichkeiten
- René II. (1451–1508), Herzog von Lothringen